# مشكاة المصابيح
مشكاة المصابيح هو كتاب من تأليف محمد الخطيب التبريزي جمع فيه متون الأحاديث النبوية ثم رتبها على طريقة كتب الجوامع، وأضاف الحكم عليها (بالصحة أو الحسن أو غيرها)، وكان متأثراً بكتاب مصابيح السنة للبغوي؛ ولكنه مع إعجابه بالمصابيح رأى أنها بحاجة لاستدراك، فألف مشكاة المصابيح، وقام بتخريج أحاديثه، وذكر اسم الصحابي الراوي للحديث؛ لأن البغوي لم يكن يذكر ذلك غالباً وقد قال التبريزي عن كتاب مصابيح السنة: 
.

## فصول الكتاب
اشتمل كتاب المشكاة على أحاديث العقائد والعلم والعبادات والمعاملات والآداب والرقائق والفتن والفضائل والمناقب، لكنه يختلف عن الجوامع في خلوه من كتابي التفسير والمغازي.

## تقسيم الكتاب
قال التبريزي في مقدمة كتابه: 

## شروح الكتاب
- فتح الإله في شرح المشكاة، لابن حجر الهيتمي (ت 974هـ)
- مرقاة المفاتيح" للملا علي القاري الهروي، المتوفى سنة (١٠١٤ هـ)